# Granica belgijsko-holenderska

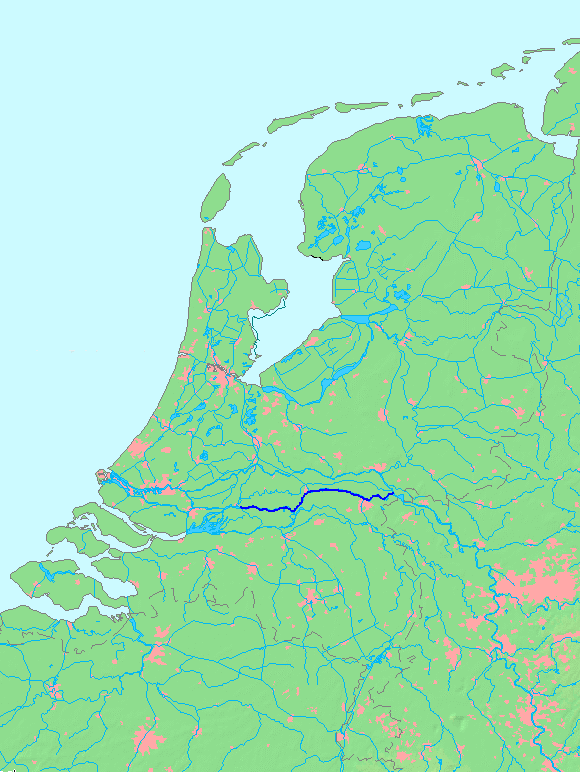
Mapa przedstawiająca region rzeki Waal i granicę

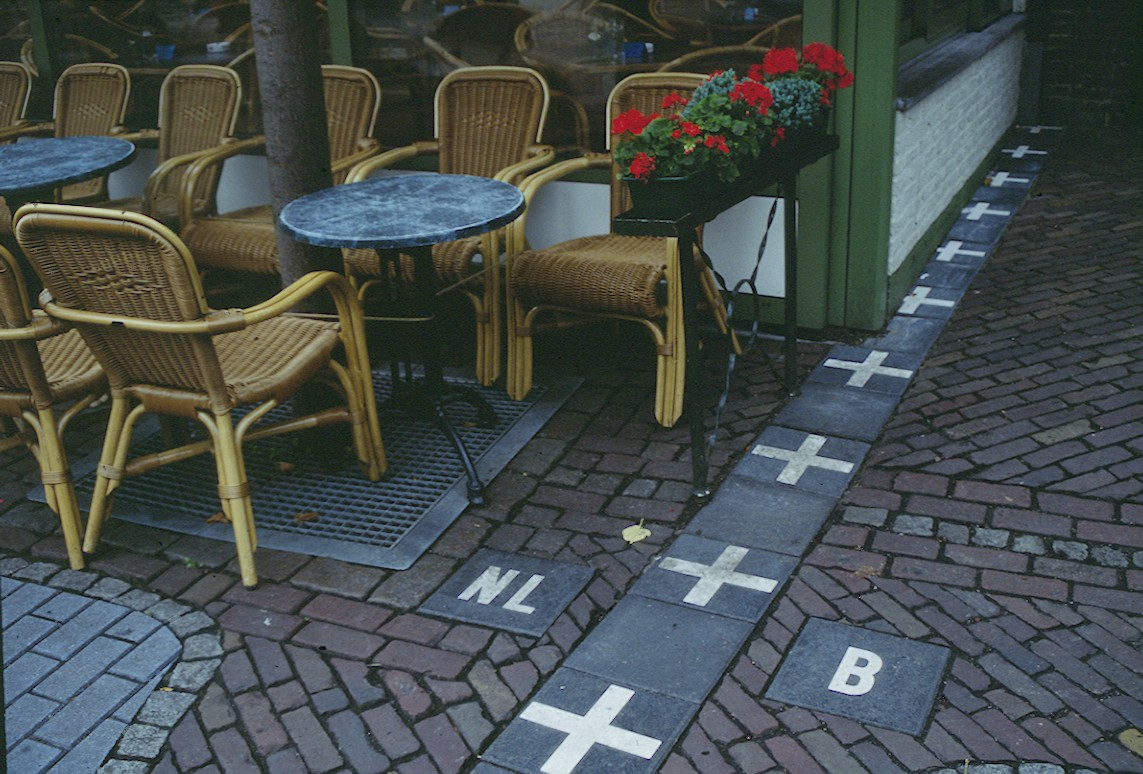
Granica belgijsko-holenderska przechodząca przez kawiarnię w miejscowości Baarle.

Granica belgijsko-holenderska – granica międzypaństwowa między królestwami Belgii i Niderlandów o długości 450 kilometrów. Niemal identyczny przebieg granicy obowiązywał w latach 1830–1940. Po zakończeniu II wojny światowej granicę nieznacznie zmieniono.
Początek granicy to trójstyk granic Niemiec, Holandii i Belgii – tuż obok góry Vaalserberg (322 m n.p.m.).
Następnie granica biegnie w kierunku zachodnim i dochodzi do rzeki Moza (na północ od Vise), następnie Mozą w kierunku północnym, omijając Maastricht pozostający w granicach Holandii, do Maaseik, gdzie przybiera kierunek zachodni, i łagodnymi łukami dochodzi do  ujścia Skaldy na północ od Antwerpii. Następnie przecina Skaldę i biegnie łukiem na południe od pozostających po holenderskiej stronie: Hulst, Axel, IJzendijke, Sluis i dochodzi do brzegu Morza Północnego pomiędzy belgijskim Knokke-Heist i holenderskim Cadzand-Bad.
Część gminy Baarle-Hertog, leżącej w pobliżu holenderskiej Bredy, stanowi belgijską eksklawę na terytorium Holandii.
Po raz pierwszy granica o podobnym przebiegu powstała w 1648 na mocy Traktatu Westfalskiego. Dzieliła wówczas Zjednoczone Prowincje Niderlandów i Niderlandy Hiszpańskie. W 1830 roku Belgia oddzielając się od Królestwa Zjednoczonych Niderlandów przyjęła przebieg swojej północnej granicy taki, jaki istniał po Traktacie Westfalskim. Pierwsze wyznaczenie granic dokonano w ramach Traktatu z Londynu 19 kwietnia w 1839. Dokładne wyznaczenie granic przyniósł dopiero traktat z Maastricht z 8 sierpnia 1843.
W 1961 podniesienie koryta rzeki Mozy doprowadziło do zalania części terytoriów i powstania licznych wysepek.
28 listopada 2016 ministrowie spraw zagranicznych Belgii Didier Reynders i Holandii Bert Koenders podpisali traktat regulujący zrzeczenie się przez Belgię 14 ha gruntów w zamian za 3 ha należące do Holandii. Porozumienie weszło w życie 1 stycznia 2017.